# 1856 au Canada
Pour un article plus général, voir Chronologie du Canada.
Cet article traite des événements qui se sont produits durant l'année 1856 au Canada.

## Événements

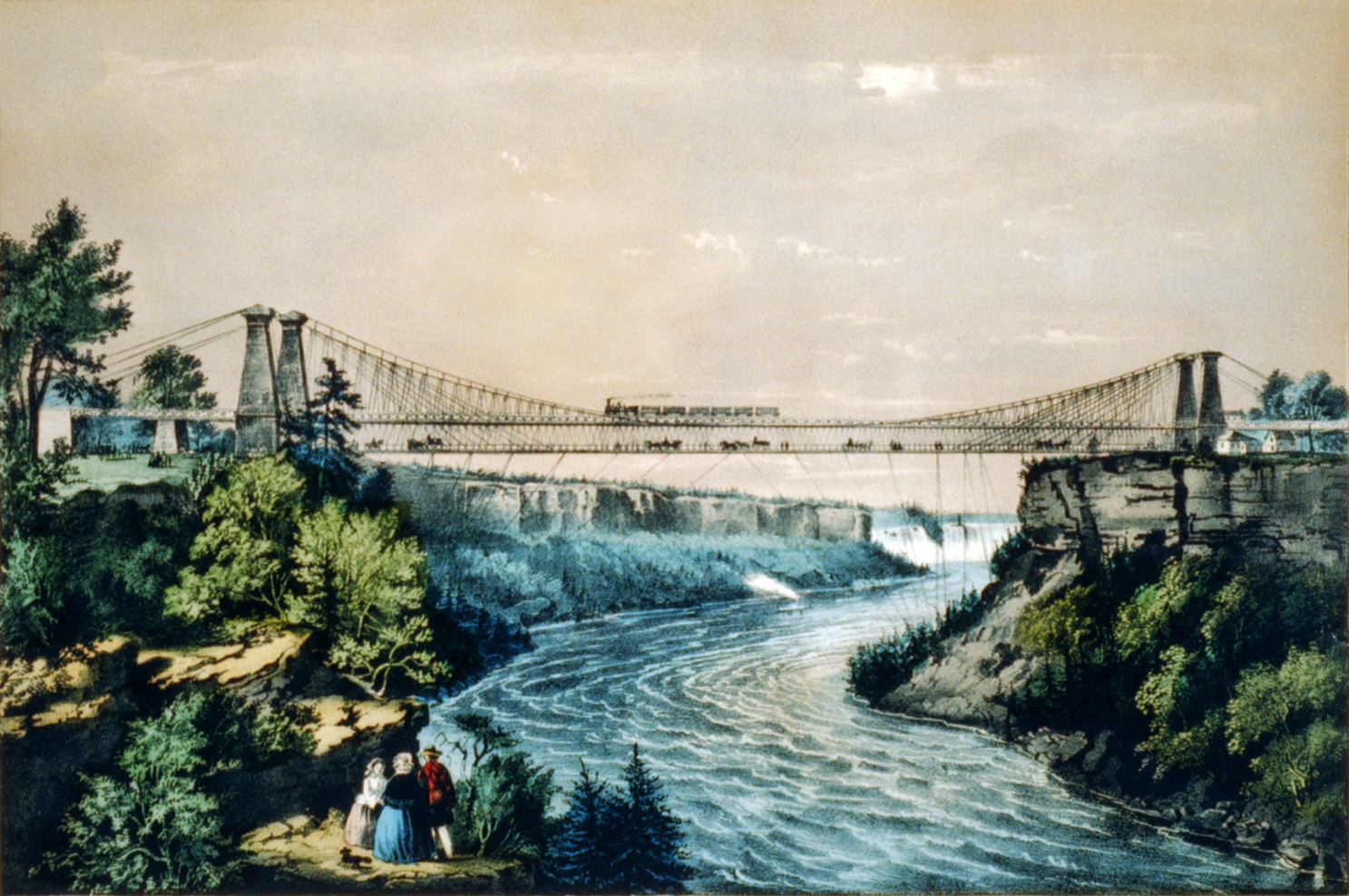
Pont suspendu du chemin de fer près de Niagara Falls

- 24 mai : démission de Allan MacNab devant l’antagonisme de race et de religion entre le Bas et le Haut-Canada. Début du ministère Taché-Macdonald.

- Décision par un vote de 62 contre 51 afin que Québec soit la capitale permanente du Canada à partir de 1859.
- Adoption du principe de l’élection au recrutement du Conseil législatif au Canada.
- La guerre de Crimée est à l’origine d’un essor considérable des provinces canadiennes. Le prix du blé a doublé tandis que la valeur des terres s’accroît. Les campagnes se peuplent rapidement. L’abondance du travail attire des vagues d’émigrants : 57 000 en 1857. Les villes s’agrandissent et de nombreuses manufactures s’installent.
- William Notman ouvre un studio de photographie à Montréal.

## Naissances
- 6 avril : Frederick Debartzch Monk (politicien)  († 15 mai 1914)
- 4 juillet : James John Guerin (politicien)  († 10 novembre 1932)
- 9 août : Harry Markland Molson (entrepreneur et maire de Dorval) († 15 avril 1912)

## Décès
- x